# 삼도봉 (지리산)
삼도봉(三道峯)은 해발 1,500.97m의 봉우리로 전북특별자치도 남원시 산내면, 전라남도 구례군 산동면, 경상남도 하동군 화개면 등 행정 구역을 중심으로 3개의 도에 경계에 있는 산이다.

## 개요
지리산의 봉우리 중 하나로, 높이 1,500m이다. 전라북도 남원시 산내면, 전라남도 구례군 산동면, 경상남도 하동군 화개면에 걸쳐 있어 삼도봉(三道峰)이라 부른다.
원래 이름은 낫날봉이었는데 정상의 바위 봉우리가 낫의 날을 닮았다 하여 붙은 이름이었다. 또 낫날봉이 변형되어 날라리봉, 닐리리봉 등 다양한 이름으로 불렸다. 1998년 10월 8일 국립공원관리공단에서 삼각뿔 형태의 표지석(각 면에 전라북도, 전라남도, 경상남도라고 쓰여 있다.)을 세우면서부터 삼도봉으로 불리기 시작하였다.
삼도봉 ~ 토끼봉 ~ 명선봉 ~ 영원령 ~ 삼정산으로 이어지는 능선을 경계로 전라북도와 경상남도가 나누어지고, 삼도봉 ~ 반야봉 ~ 만복대 ~ 다름재로 이어지는 능선은 전라북도와 전라남도, 삼도봉 ~ 불무장등 ~ 통곡봉 ~ 촛대봉으로 이어지는 능선은 전라남도와 경상남도의 경계를 이룬다. 삼도봉에서 반야봉까지는 2km, 노고단까지는 8.5km 정도 떨어져 있다.
삼도봉은 지리산의 수많은 준봉 가운데서도 반야봉(1,731.8m) 바로 아래 자리하여 반야봉의 그늘에 가린데다 별다른 특징을 찾을 수는 없으나 삼도를 구분하는 기점이다.
삼도봉의 산세는 섬진강으로 뻗어내리는 불무장등 능선의 시발점이다. 삼도봉에서 시작되는 불무장등 능선은 황장산, 촛대봉을 지나 화개장터에서 섬진강으로 잠긴다. 이 능선의 양쪽은 화개골과 피아골이다.

## 명칭 유래
정상부가 낫의 날과 같아 낫날봉으로 불렸다. 그 발음이 어려워 날라리봉 또는 닐리리봉 등으로 알려졌다. 삼도봉은 국립공원관리공단이 지리산 일원에 이정표를 세우면서부터 명명되었다. 낫날봉 등 다양하게 불리던 봉우리를 삼도의 경계점이라 해서 삼도봉으로 명명한 것이다.

## 자연환경
삼도봉은 눈앞을 가로막는 반야봉을 지척에서 음미할 수 있으며, 멀리 천왕봉의 선경과 천왕봉에서 연하봉·촛대봉을 잇는 파노라마 그리고 남쪽 능선의 아기자기함을 모두 조망할 수 있는 지점에 있다.

## 현황
삼도의 경계는 경상남도를 기준으로 남쪽의 전라남도와 삼도봉 ~ 불무장등 ~ 통곡봉 ~ 촛대봉 ~ 섬진강으로 이어지는 불무장등 능선, 북동쪽의 전라북도와 삼도봉 ~ 토끼봉 ~ 명선봉 ~ 삼각고지 ~ 영원령 ~ 삼정산을 연결하는 능선이다. 그리고 북서쪽으로는 반야봉을 지나 만복대로 이어져 구례와 남원의 경계를 짓는다.

## 같이 보기
- 한국의 산
- 백두대간